# Гимназија Смарт Нови Сад
Гимназија Смарт једна је од средњих школа у Новом Саду и прва која је покренула онлајн наставу у Србији. Налази се у улици Трг младенаца 5.

## Историјат
Гимназија Смарт је основана 2009. године када је добила прво решење о акредитацији смера за Обдарене ученике у Рачунарској гимназији. Године 2010. је добила решење за покретање општег смера, а 2021. прелази на смер за ученике са посебним способностима за рачунарство и информатику и наставља са општим смером. Садржи смер за ученике са посебним способностима за рачунарство и информатику и Општи тип гимназије. Од 28. јуна 2022. је променила име у Гимназија Смарт. Садржи драмску секцију, музичку, маркетинг, дигитални маркетинг, предузетничку, биолошку, новинарску и информатичку секцију. Организују противпожарну обуку и обуку за пружање прве помоћи, као и Отворена врата.